# Michèle Pierre-Louis
Michèle Duvivier Pierre-Louis sinh ngày 05 tháng 10 năm 1947, là chính trị gia Cộng hòa Haiti (khu vực Ca-ri-bê), từng là Thủ tướng Haiti từ tháng 9 năm 2008 đến tháng 11 năm 2009. Bà là nữ Thủ tướng thứ hai của Haiti, sau Claudette Werleigh, người đã phục vụ trong chức vụ này từ năm 1995 đến 1996.

## Nghề nghiệp
Pierre-Louis là Giám đốc điều hành của Tổ chức Tri thức và Tự do (FOKAL), là một tổ chức phi chính phủ được tài trợ bởi George Soros, từ năm 1995.
Vào tháng 6 năm 2008, Pierre-Lous đã được Tổng thống René Préval đề cử làm Thủ tướng, sau khi hai ứng cử viên trước đó của Préval bị Phòng Đại biểu từ chối. Đề cử của bà đã được Phòng Đại biểu nước này phê chuẩn vào ngày 17 tháng 7 năm 2008, với 61 phiếu thuận, 01 phiếu chống và 20 phiếu trắng. Quyết định cũng đã được Thượng viện Haiti phê chuẩn vào ngày 31 tháng 7, với 12 phiếu thuận, 5 phiếu trắng và không có ý kiến phản đối. Chương trình chính trị và Chính phủ của bà sau đó được Phòng Đại biểu và Thượng viện phê chuẩn.
Préval đã công bố thành phần của Chính phủ mới của Haiti vào ngày 25 tháng 8; ngoài chính Pierre-Louis thì còn có 17 Bộ trưởng, trong đó có 07 người được giữ lại từ Chính phủ trước đây của Tổng thống Jacques-Édouard Alexis. Pierre-Louis được bổ nhiệm làm Bộ trưởng Bộ Tư pháp và Công an, ngoài chức vụ Thủ tướng mà bà được phê chuẩn trước đó. Chính phủ đã được dự kiến ra mắt hoạt động vào ngày 26 tháng 8, nhưng đã bị trì hoãn do ảnh hưởng của cơn bão Gustav.
Chương trình chính trị và chính phủ của Pierre-Louis đã được Phòng Đại biểu phê chuẩn và sau đó là Thượng viện vào ngày 05 tháng 09 năm 2008, sau các cuộc đàm phán kéo dài. Với 16 phiếu cần thiết phải đạt được tại Thượng viện, nhưng cô chỉ nhận được 15 trong lần bỏ phiếu đầu tiên; Nhưng trong lần bỏ phiếu thứ hai được tổ chức ngay sau đó thì cô đã giành được số phiếu bổ sung cần thiết theo quy định. Không có phiếu chống đối, nhưng một thượng nghị sĩ đã bỏ phiếu trắng cho cô. Cuộc bỏ phiếu này xảy ra khi Haiti bị tàn phá bởi ảnh hưởng của cơn bão Hanna và cơn bão Ike, đđặt ra thách thức khó khăn rất lớn cho tân Thủ tướng Pierre-Louis và Chính phủ của cô.

 Tạp chí tin tức và các vấn đề quốc tế hàng tuần của Anh Nhà kinh tế đề cập đến Pierre-Louis trong ấn phẩm "Thế giới trong hình 2010", đã trích dẫn như sau: 
 Từ lâu được biết đến là quốc gia nghèo nhất ở bán cầu Tây, Cộng hòa Haiti đã rơi vào các cuộc khủng hoảng này sang khủng hoảng khác kể từ những năm Duvalier. Nhưng dưới thời thủ tướng Michèle Pierre-Louis, đất nước này có cơ hội đạt được những thành tựu đáng kể và bền vững trong cả hai lĩnh vực quan trọng là kinh tế và chính trị. Với vai trò của mình trong nước, đồng thời còn nắm giữ một liên minh đa dạng và dập tắt một phe đối lập kiên quyết. Ở nước ngoài, cô cũng đã làm việc tốt với các nhà lãnh đạo quốc tế, trong đó được một số người bạn có tầm ảnh hưởng ủng hộ, bao gồm Bill Clinton, cựu tổng thống Mỹ. Nhiệm kỳ Thủ tướng của Pierre-Louis, người tích cực của hoạt động xã hội bị ám sát vào năm 1998, từ đây tiếp theo một bước ngoặt trong cuộc chiến lâu dài của đất nước nghèo đói cùng cực này, khi phải đối đầu đẫm máu với nhiều bất công xã hội nảy sinh liên tiếp.
bài viết.
Sau một năm, các thượng nghị sĩ từ đảng của Préval phàn nàn rằng mức sống của người dân không được cải thiện so với trước. Nhưng, nhiều người khác cho rằng thật không công bằng khi đổ lỗi cho Pierre-Louis vì Haiti đã trải qua 200 năm nghèo đói và bất bình đẳng xã hội, nhưng Thủ tướng và nội các của bà đã có những nỗ lực, được bỏ phiếu vào ngày 11 tháng 11 năm 2009.
Trước trận động đất ở Haiti năm 2010, Pierre-Louis đã viết một bài báo cho Huffington Post với nội dung phác thảo tầm nhìn của cô về kế hoạch gồm 03 giai đoạn cho cộng đồng Haiti, bao gồm: cứu hộ, phục hồi và tái thiết.

## Các hoạt động khác
- Tổ chức xã hội mở, Chương trình quyền phụ nữ, Thành viên Ban cố vấn [12]

## Liên kết ngoại
- "Những người tinh hoa giống như một con voi khổng lồ đang ngồi trên Haiti" Michael Deibert phỏng vấn Thủ tướng Haiti Michèle Pierre-Louis

| Cơ quan chính trị                | Cơ quan chính trị           | Cơ quan chính trị                 |
| -------------------------------- | --------------------------- | --------------------------------- |
| Trước bởi Jacques-Édouard Alexis | Thủ tướng Haiti 20082002009 | Thành công bởi Jean-Max Bellerive |